# Przystanek służbowy

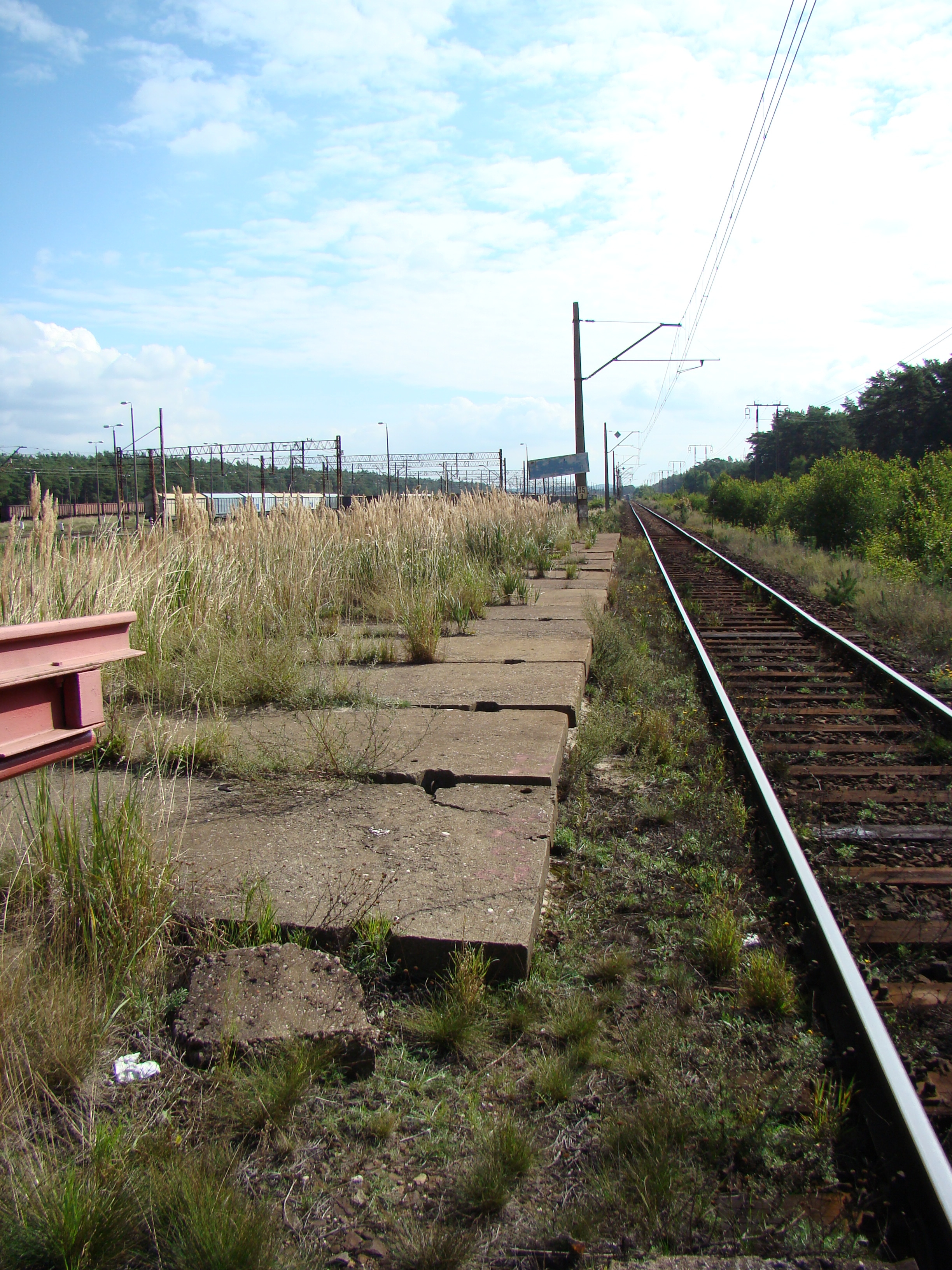
Przystanek służbowy Świnoujście SiA4

Przystanek służbowy – miejsce na szlaku, na którym zatrzymują się pociągi, zwykle położone niedaleko nastawni. Z przystanku tego typu przeważnie mogą korzystać tylko pracownicy kolei i jest wyłączony z ogólnego użytku. Wyjątkiem są przystanki służbowe: Azory, Łódź Olechów Wschód i Toruń Kluczyki, na których planowo zatrzymują się pociągi pasażerskie.
Przystanek służbowy może być urządzony również z innymi punktami na szlaku, takimi jak:
- posterunek odgałęźny
- posterunek odstępowy

Tak urządzony posterunek stanowi całość. Nie stosuje się oddzielnych nazw czy pozycji w wewnętrznych rozkładach jazdy.